# 밥 메넨데스

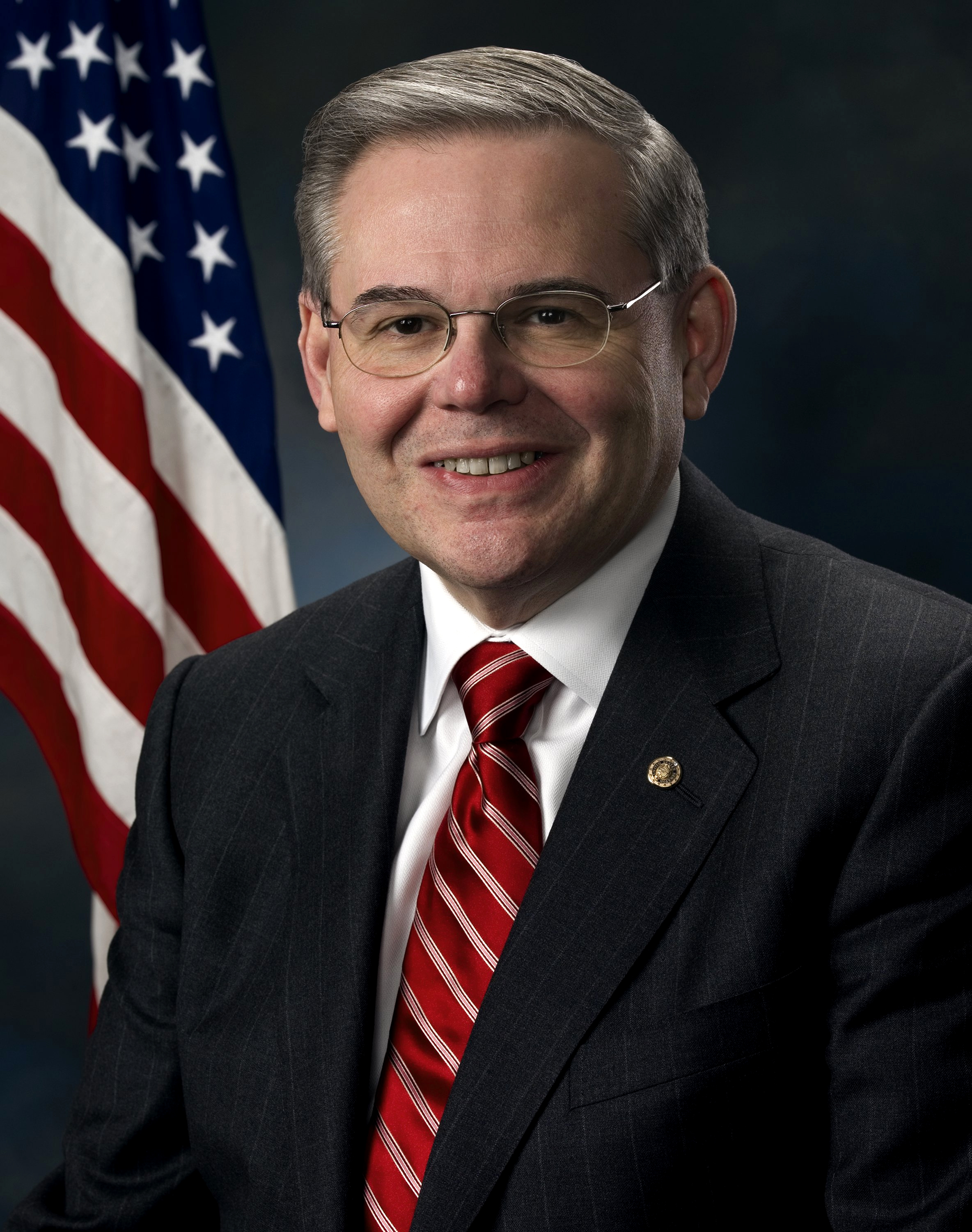
밥 메넨데스

밥 메넨데스(영어: Bob Menendez, 1954년 1월 1일 ~ )는 미국의 정치인이다. 2006년부터 뉴저지 주의 상원의원을 역임하고 있다. 1986년부터 1992년까지 뉴저지주 유니언시티 시장, 1988년 1월부터 1991년 3월 뉴저지주 하원의원, 1991년 3월부터 1993년 1월 뉴저지 주의회 상원의원, 1993년 1월부터 2006년 1월까지 뉴저지주 하원의원을 역임했다.

## 같이 보기
- 트럼프-우크라이나 스캔들

## 역대 선거 결과
| 선거명      | 직책명                       | 대수  | 정당   | 득표율 | 득표수      | 결과 | 당락                   |
| ----------- | ---------------------------- | ----- | ------ | ------ | ----------- | ---- | ---------------------- |
| 1987년 선거 | 하원의원 (뉴저지 제33선거구) | 203대 | 민주당 | 28.98% | 18,446표    | 2위  | 뉴저지 주의원 당선     |
| 1989년 선거 | 하원의원 (뉴저지 제33선거구) | 204대 | 민주당 | 33.67% | 23,767표    | 2위  | 뉴저지 주의원 당선     |
| 1991년 선거 | 상원의원 (뉴저지 제33부)     | 205대 | 민주당 | 68.88% | 19,151표    | 1위  | 뉴어크 주의원 당선     |
| 1992년 선거 | 하원의원 (뉴저지 제13선거구) | 103대 | 민주당 | 64.28% | 93,670표    | 1위  | 뉴저지주 하원의원 당선 |
| 1994년 선거 | 하원의원 (뉴저지 제13선거구) | 104대 | 민주당 | 70.90% | 67,688표    | 1위  | 뉴저지주 하원의원 당선 |
| 1996년 선거 | 하원의원 (뉴저지 제13선거구) | 105대 | 민주당 | 78.83% | 115,457표   | 1위  | 뉴저지주 하원의원 당선 |
| 1998년 선거 | 하원의원 (뉴저지 제13선거구) | 106대 | 민주당 | 80.06% | 70,308표    | 1위  | 뉴저지주 하원의원 당선 |
| 2000년 선거 | 하원의원 (뉴저지 제13선거구) | 107대 | 민주당 | 78.69% | 117,856표   | 1위  | 뉴저지주 하원의원 당선 |
| 2002년 선거 | 하원의원 (뉴저지 제13선거구) | 108대 | 민주당 | 78.30% | 72,605표    | 1위  | 뉴저지주 하원의원 당선 |
| 2004년 선거 | 하원의원 (뉴저지 제13선거구) | 109대 | 민주당 | 75.85% | 121,018표   | 1위  | 뉴저지주 하원의원 당선 |
| 2006년 선거 | 상원의원 (뉴저지 제1부)      | 110대 | 민주당 | 53.37% | 1,200,843표 | 1위  | 뉴저지주 상원의원 당선 |
| 2012년 선거 | 상원의원 (뉴저지 제1부)      | 113대 | 민주당 | 58.87% | 1,987,680표 | 1위  | 뉴저지주 상원의원 당선 |
| 2018년 선거 | 상원의원 (뉴저지 제1부)      | 116대 | 민주당 | 54.01% | 1,711,654표 | 1위  | 뉴저지주 상원의원 당선 |